# Benimámet
Benimámet (in valenciano Benimàmet) è un quartiere nord-orientale della città spagnola di Valencia, posta a circa 5 chilometri dal centro cittadino.
Nel 2022 contava 13.375 abitanti.
Costituì una municipalità autonoma fino al 1882, quando si fuse con la limitrofa Valencia.